# Zhang Xiaowen
Zhang Xiaowen, chn. 章晓雯 (ur. 24 lutego 1989 w Szanghaju) – chińska szachistka, arcymistrzyni od 2009 roku.

## Kariera szachowa
W latach 1999–2009 kilkukrotnie reprezentowała Chiny na mistrzostwach świata juniorek w różnych kategoriach wiekowych, najlepsze wyniki osiągając w latach 2003 (Kallithea, do 14 lat) i 2009 (Puerto Madryn, do 20 lat), w których zajęła IV miejsca.
Normy na tytuł arcymistrzyni wypełniła w latach 2007 (w Manili) oraz 2008 (w Kuala Lumpur i Subic Bay Freeport). W 2009 r. osiągnęła największy sukces w dotychczasowej karierze, zdobywając w Subic Bay tytuł indywidualnej mistrzyni Azji. W tym samym roku zajęła IV m. (za Shen Yang, Zhao Xue i Tan Zhongyi) w finale mistrzostw Chin oraz wystąpiła w drugiej reprezentacji kraju na rozegranych w Ningbo drużynowych mistrzostwach świata. W 2011 r. zdobyła tytuł indywidualnej mistrzyni Chin, natomiast w 2012 – wicemistrzyni.
Najwyższy ranking w dotychczasowej karierze osiągnęła 1 stycznia 2010 r., z wynikiem 2437 punktów zajmowała wówczas 50. miejsce na światowej liście Międzynarodowej Federacji Szachowej.